# Soubor budov a skleníků zámku v Chocni
Soubor budov a skleníků zámku v Chocni se nachází v bývalém areálu choceňského zámku v jeho původní Panské zahradě v ulici Pardubická na levém břehu řeky Tichá Orlice. Od 14. srpna 2024 je chráněn jako nemovitá kulturní památka České republiky; do souboru patří objekty oranžérie, dům zahradníka, hospodářská budova, fíkovna a skleník.

## Historie
Zahradnictví provozního zázemí zámku se nachází jižně od uzavřeného hospodářského dvora a existovalo již před rokem 1839. Kromě domu zahradníka a hospodářské budovy byl jeho součástí i objekt v místě oranžerie; tyto stavby pocházejí pravděpodobně z doby po požáru v roce 1829. Z roku 1842 pochází plán nové fíkovny od stavitele E. Christena. Dochoval se i plán úprav oranžerie z roku 1861, které nebyly realizovány (provedení úprav bylo pozměněné). Zahradnictví zásobovalo nejen zámeckou kuchyni, ale kvetoucími rostlinami také parter parku. Soubor staveb tvoří prostorově vymezený funkční celek, je zachovaný a zčásti stále využívaný.

## Popis

### Oranžerie
Oranžérie stojí samostatně ve volné zástavbě nevelkého dvora a je obrácená k jihu. Stavba na protáhlém obdélném půdorysu má jedno nadzemní podlaží. Je kryta pultovou střechou s keramickými taškami, prodlouženou až k jižnímu průčelí. Tvoří ji tři plné zděné obvodové zdi z omítané lomové opuky a průčelní strana, původně s velkoplošným prosklením. Budova je v přízemí otevřená, dělená rastrem zděných pilířků, v patře je zazděna tenkou příčkou s novodobými okny. Původní podlaha je nahrazena prostým betonem pravděpodobně z prvorepublikové úpravy. Na jižní straně je propojena s přistavěnými novodobými skleníky.

### Dům zahradníka
Přízemní dům na širokém obdélném půdorysu je zděný, částečně podsklepený, se vstupní stranou obrácenou k východu. Krytý je vysokou valbovou střechou s pálenou keramickou krytinou. Fasády jsou členěné vysokými obdélnými okny, které byly původně rámovány šambránami; fasády zakončuje profilovaná klasicistní římsa. Oboustranné kamenné schodiště s podestou vede ke vstupu v průčelí a kryje jej dřevěná sedlová stříška s ozdobně vyřezávanými dřevěnými prvky. Na nároží domu se dochovala část vjezdové brány – zděný pilíř s kamennou hlavicí a branka pro pěší.

### Hospodářská budova
Přízemní stavba obdélného půdorysu je postavena z kamenného zdiva. Kryta je valbovou střechou, opatřenou pálenou keramickou krytinou. Z boční strany střechy je dřevěný sedlový vikýř, který sloužil k nakládání sena z vozu. Budova má pravidelně řešenou fasádu původně omítnutou hladkou omítkou, zakončenou zachovanou profilovanou klasicistní římsou. Dřevěné dveře (vrata) z konce 19. století mají jednoduché provedení.

### Fíkovna
Fíkovna na půdorysu protáhlého obdélníku je vymezena vysokou zadní zdí z lomového kamene, dvěma bočními stěnami a nízkou průčelní zídkou s pískovcovým parapetem, na kterou navazuje zasklení. Původní prosklené pultové zastřešení je tvořeno kovovou rámovou konstrukcí zakotvenou do zadní zdi a čelní zídky. Vyšší, šikmo zalomená kovová konstrukce s velkoplošným prosklením pochází pravděpodobně z 20. století.

### Skleník
Skleník orientovaný jižně má prosklené pultové zastřešení, tvořené kovovou konstrukcí zakotvenou do obvodové zdi. Dochovala se z něj jižní část, tvořená obdélníkovým půdorysem, která má vysokou cihlovou zadní zeď a nízké obvodové zídky, přerušené vstupy ze západu a východu. Severní část sloužila jako pracovní zázemí zahradníka (zaniklo). Uprostřed skleníku se nalézá nádrž na vodu, postavená ještě před rokem 1923. Stavba slouží zahradnické prodejně k prezentaci prodávaných zahradnických potřeb.

## Galerie

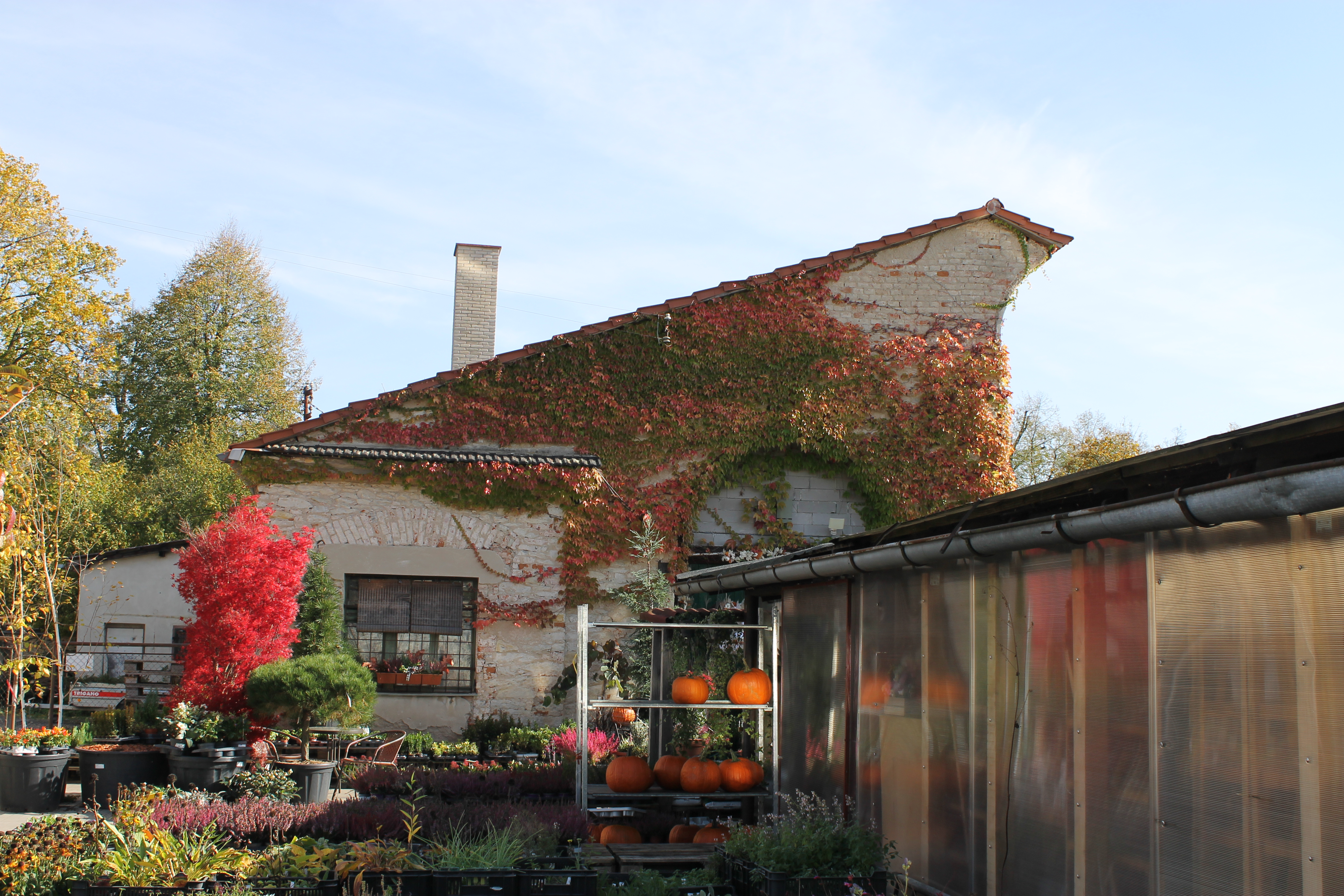
Panská zahrada v Chocni – oranžerie
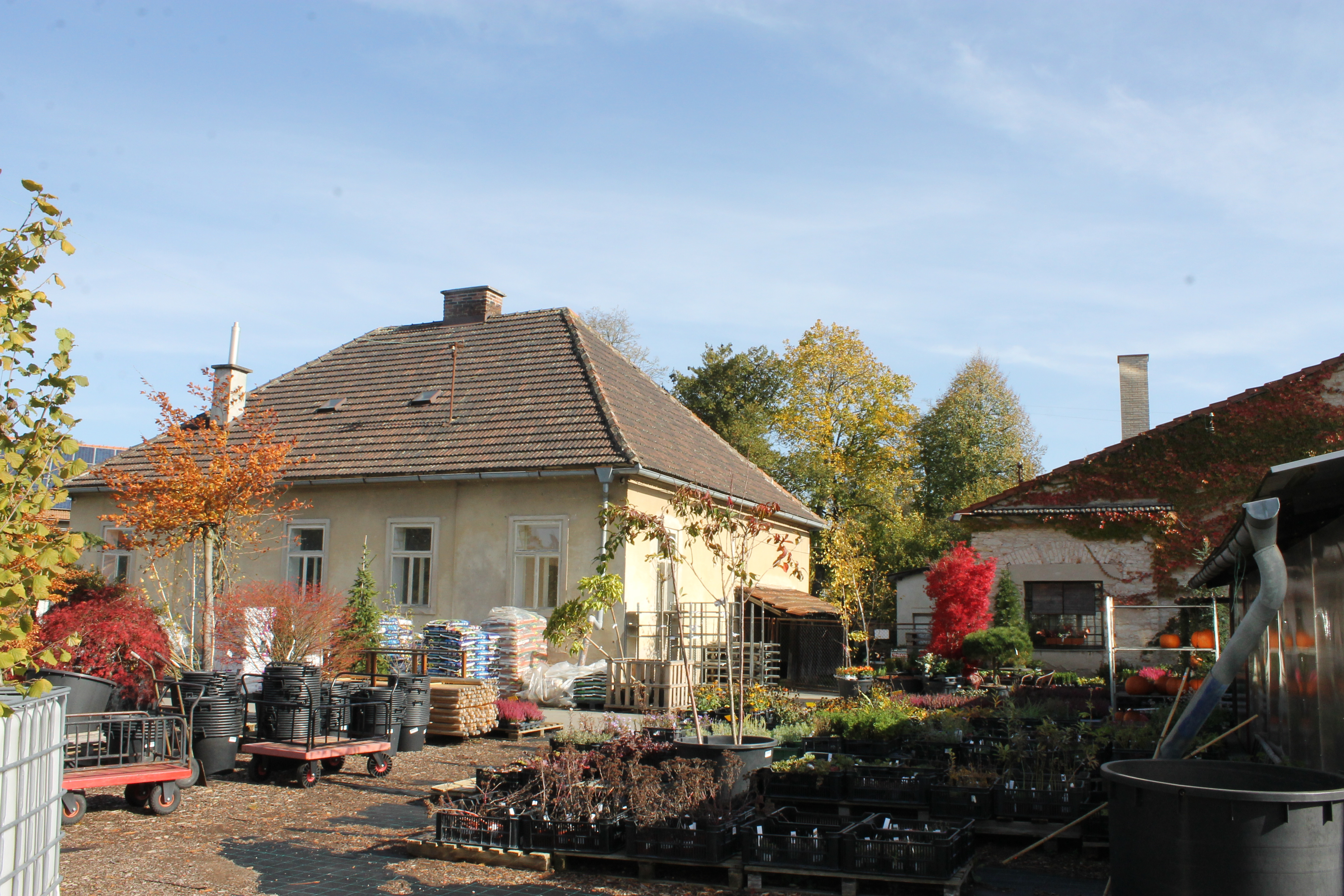
Panská zahrada v Chocni – dům zahradníka, vpravo je část oranžerie
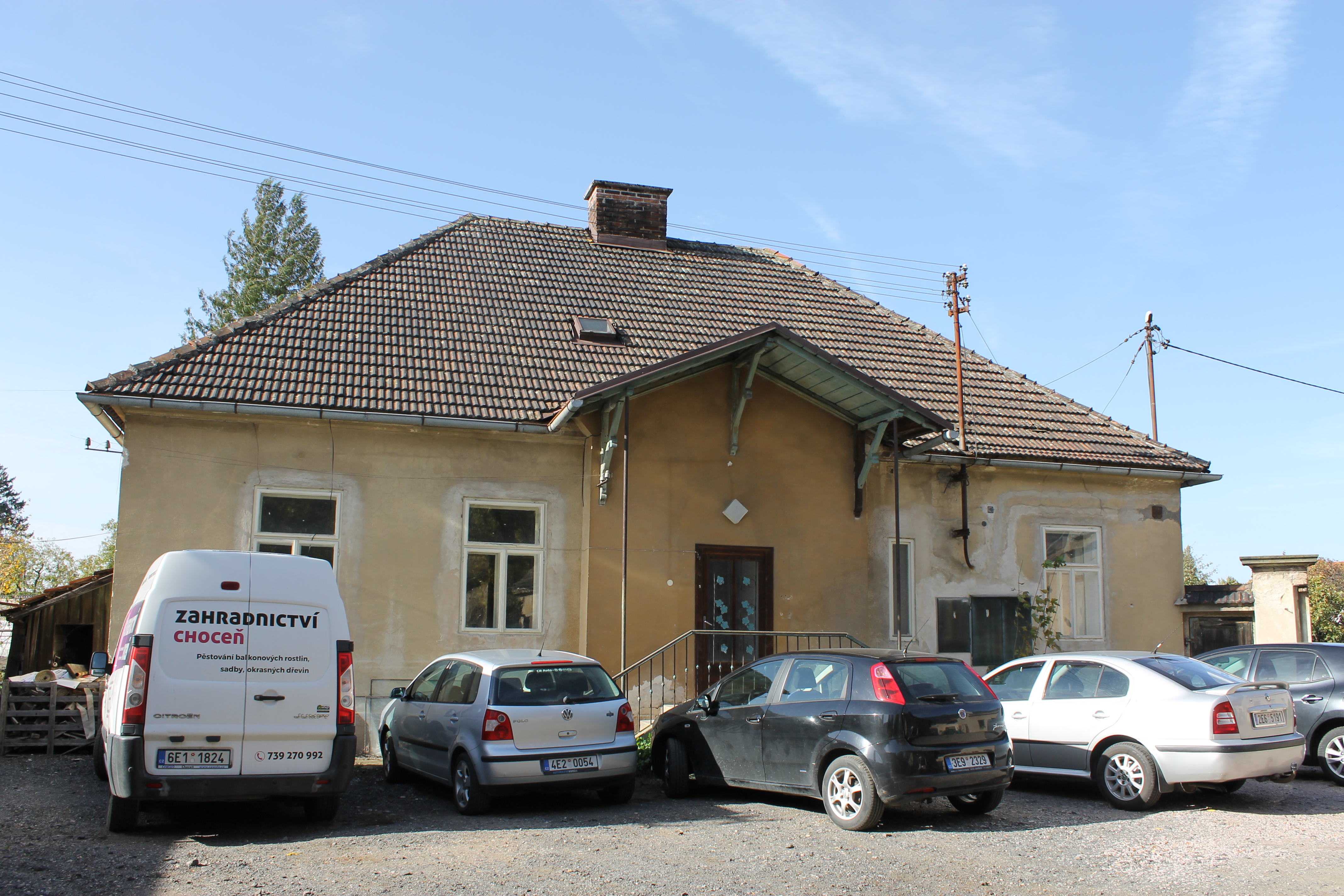
Panská zahrada v Chocni – dům zahradníka
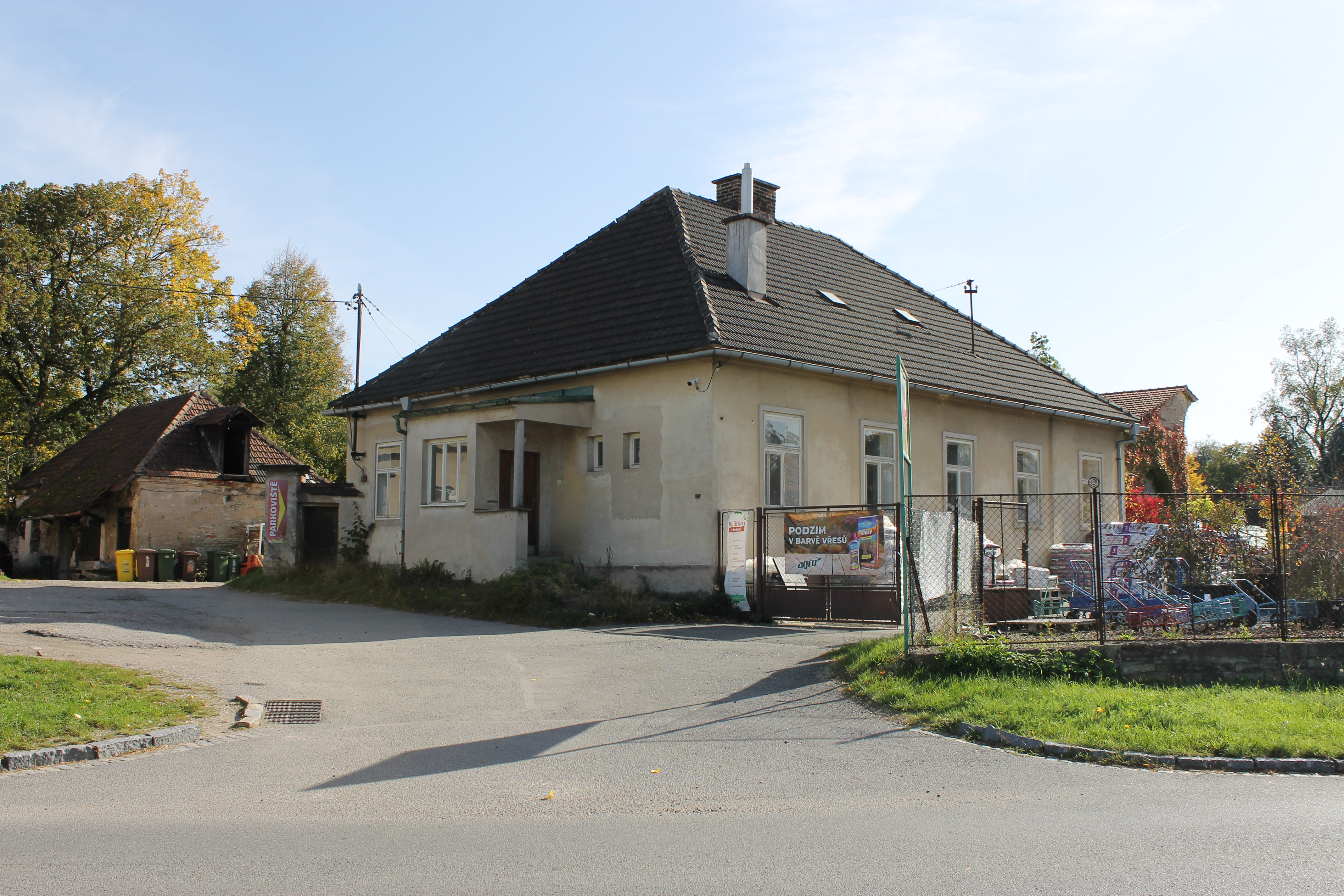
Panská zahrada v Chocni – vpravo dům zahradníka, vlevo hospodářská budova
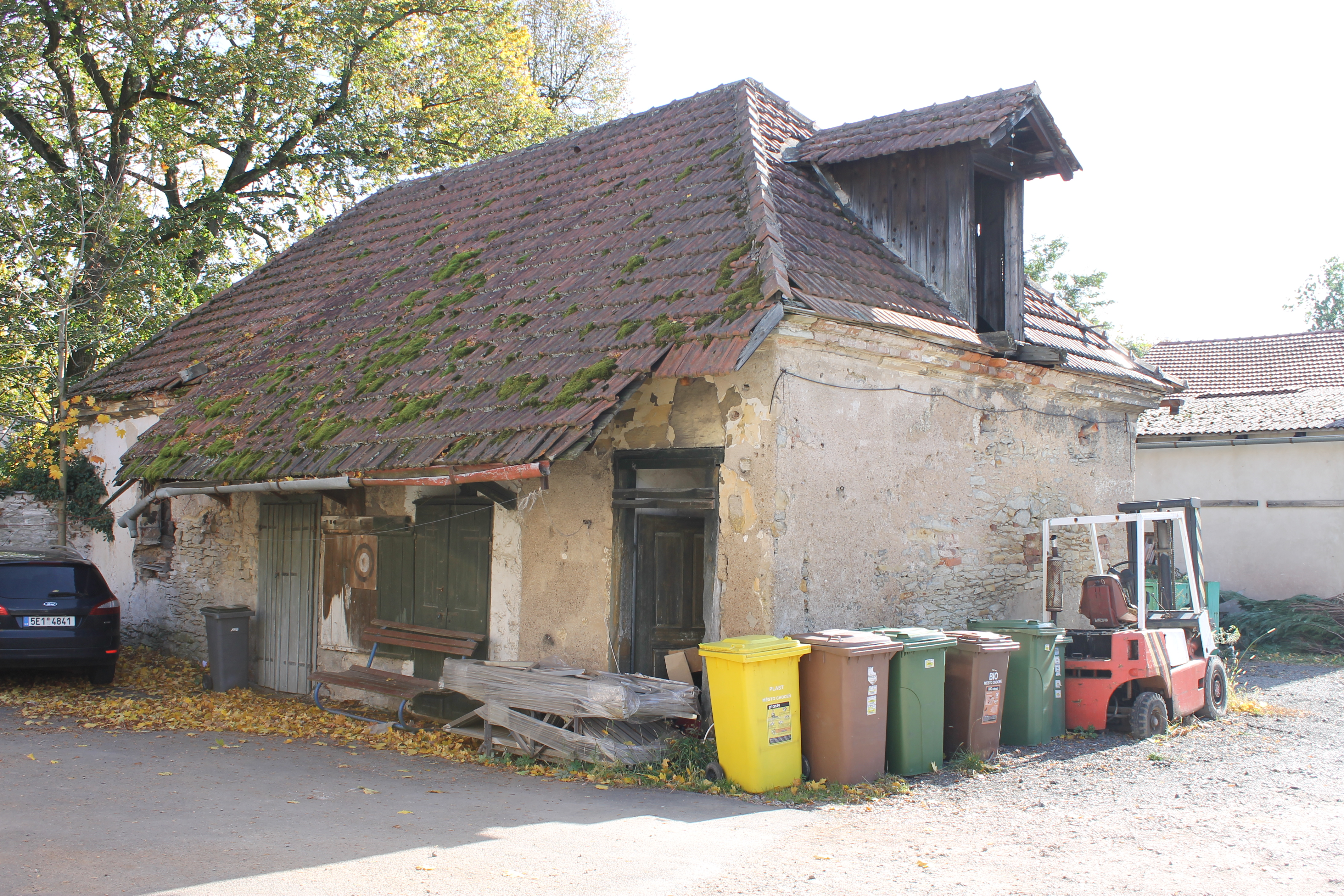
Panská zahrada v Chocni – hospodářská budova
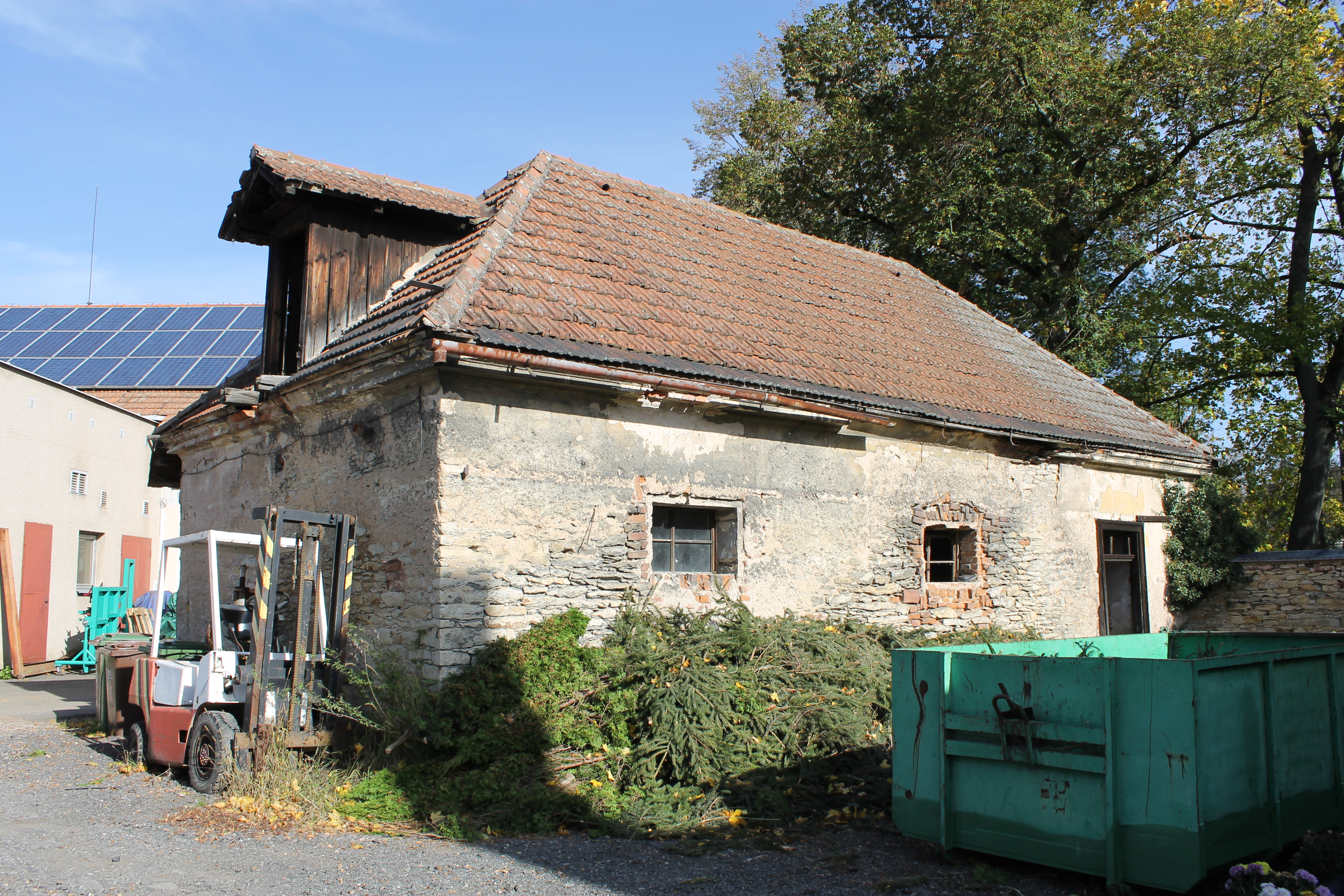
Panská zahrada v Chocni – hospodářská budova
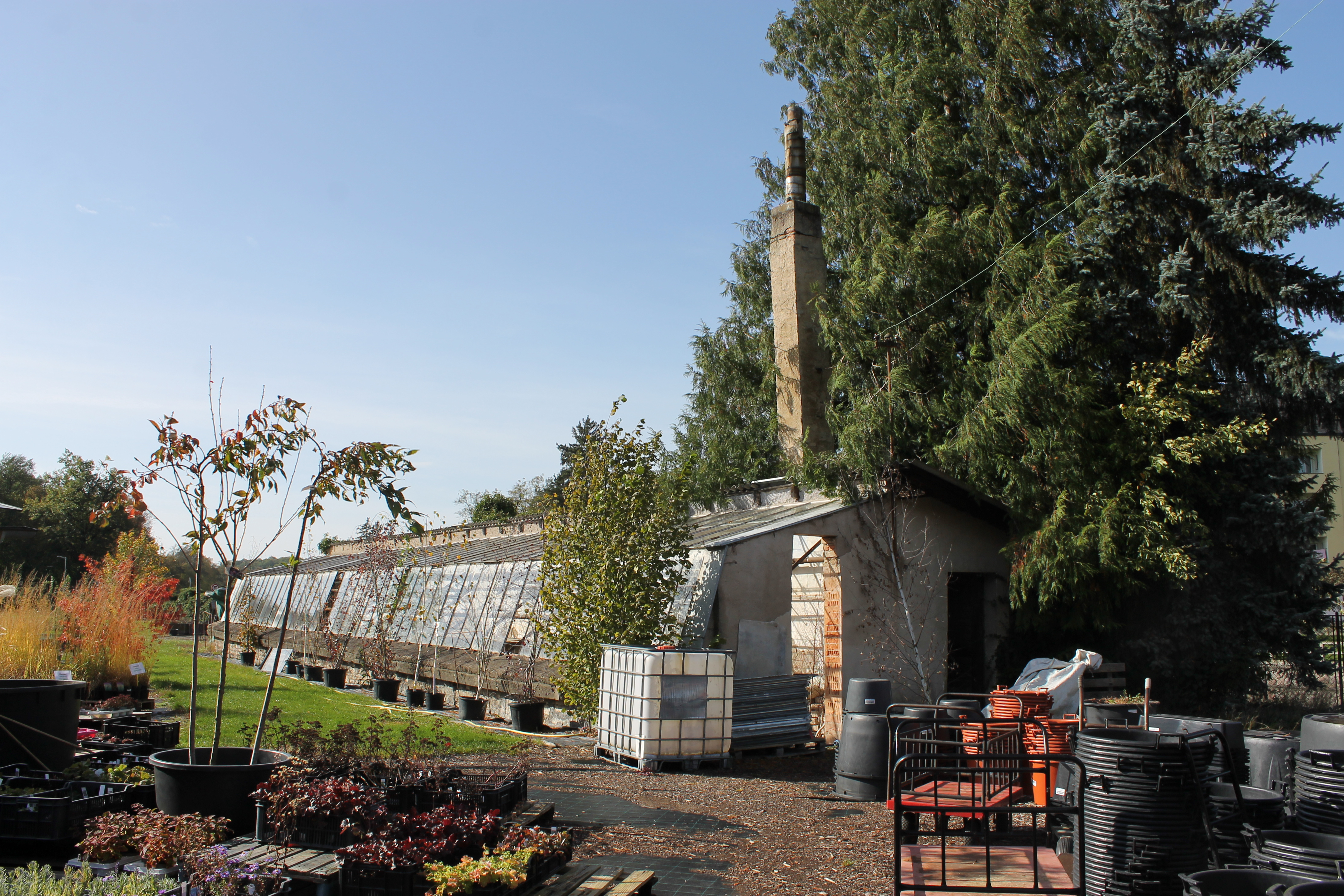
Panská zahrada v Chocni – fíkovna
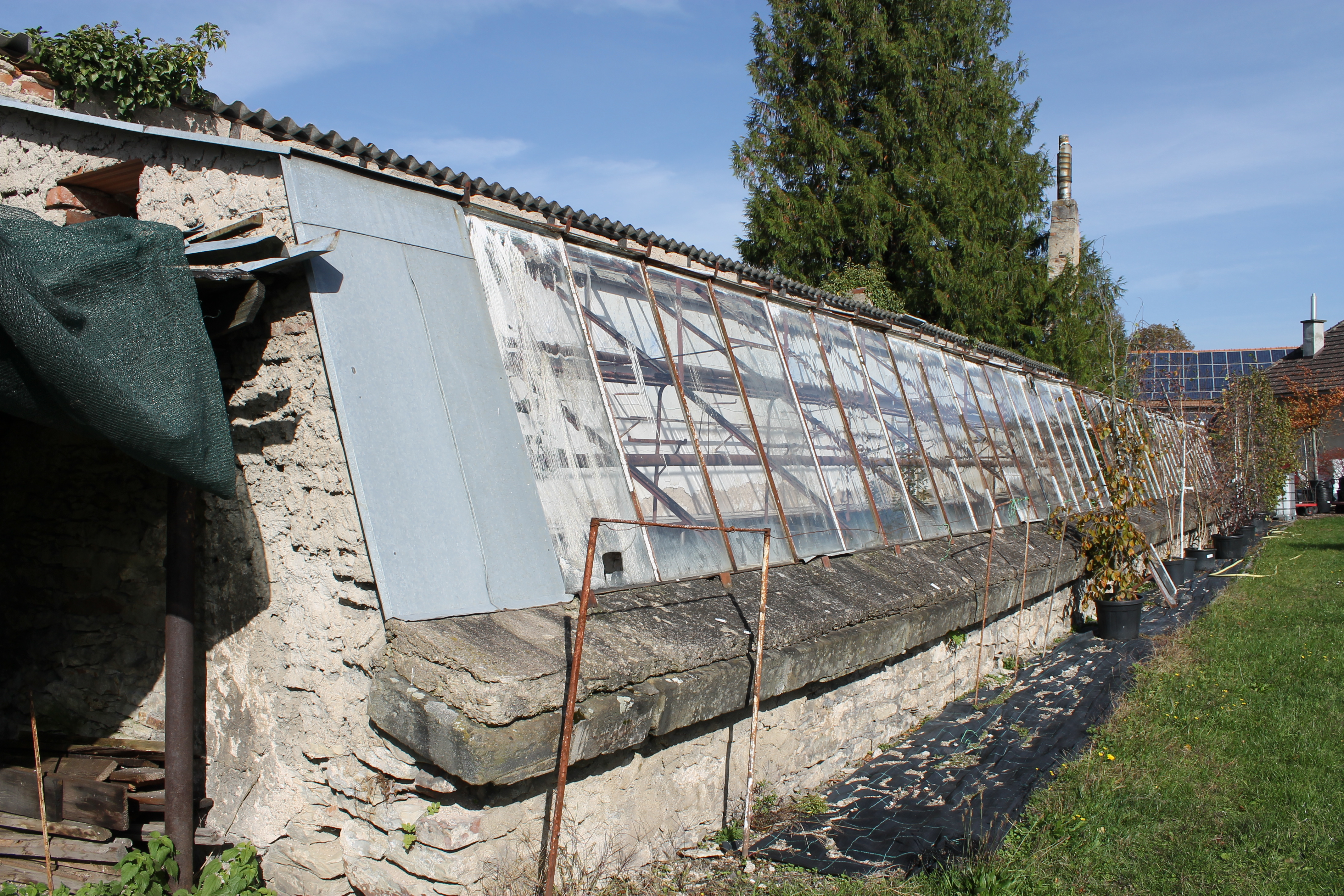
Panská zahrada v Chocni – fíkovna
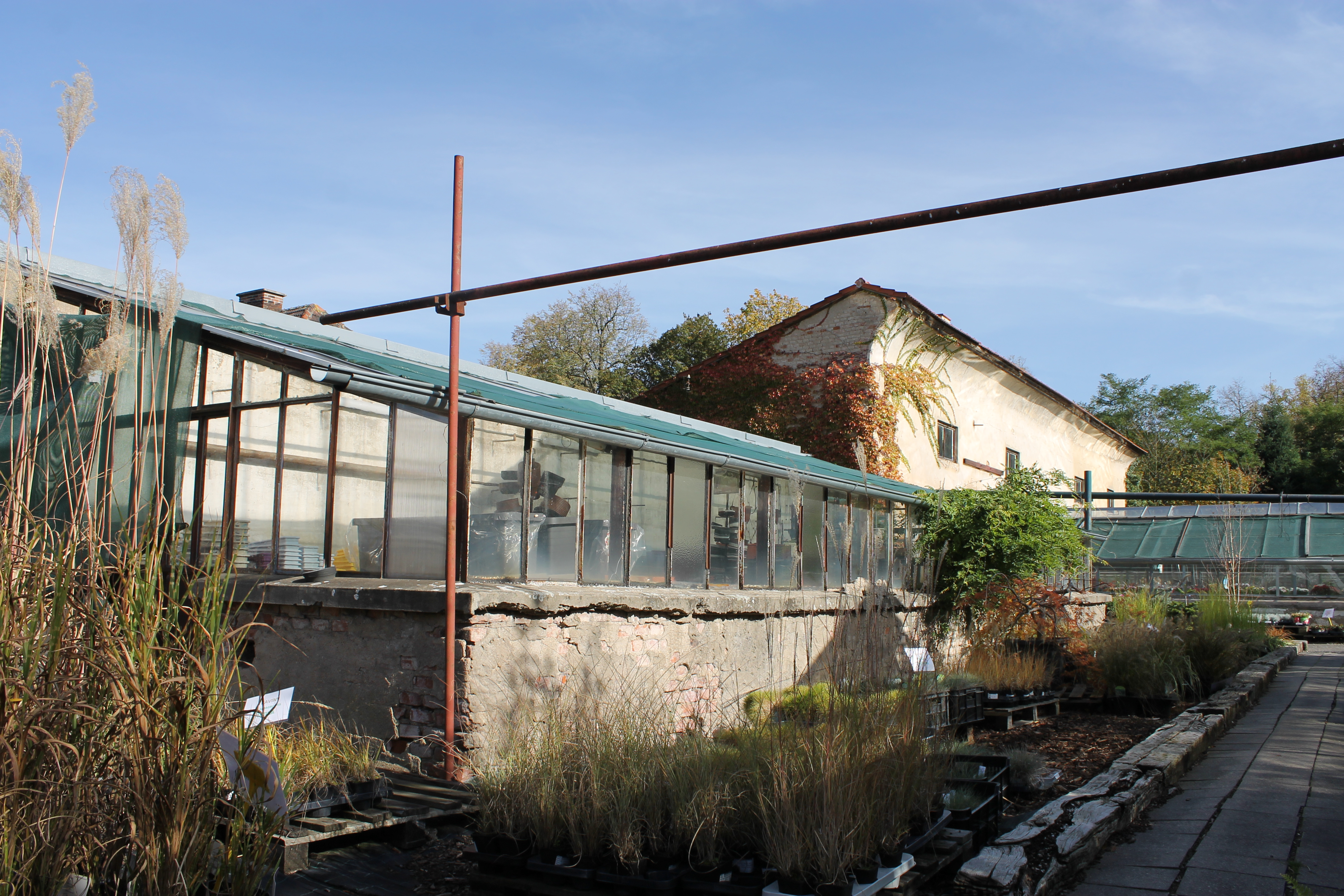
Panská zahrada v Chocni – skleník, v pozadí oranžerie